# Chiropterotriton dimidiatus
Chiropterotriton dimidiatus är en groddjursart som först beskrevs av Taylor 1940.  Chiropterotriton dimidiatus ingår i släktet Chiropterotriton och familjen lunglösa salamandrar. IUCN kategoriserar arten globalt som starkt hotad. Inga underarter finns listade i Catalogue of Life.